# Robert Wilson (režisér)
Robert Wilson (4. října 1941 Waco, Texas – 31. července 2025 Water Mill, New York) byl americký avantgardní experimentální divadelní a operní režisér a dramatik. Spolupracoval například s Williamem Sewardem Burroughsem, Louem Reedem, Tomem Waitsem, Davidem Byrnem, Laurie Anderson či Rufusem Wainwrightem. V roce 1976 režíroval operu Einstein na pláži. V roce 2010 získal Cenu Alfréda Radoka za scénu v inscenaci Věc Makropulos ve Stavovském divadle.